# Топчий, Константин Тимофеевич
Константин Тимофеевич Топчий (1900, Макеевка — 1961) — советский партийный деятель.

## Биография
В 1923 окончил Томскую военно-инженерную школу, а в 1932 — Донецкий горный институт. Работал на различных партийных, должностях в Донбассе, Харьковской и Полтавской областях. Был секретарем Оргбюро ЦК КП(б)У по Полтавской области. В июне 1938 назначен Председателем Верховного Суда УССР. 
Во время Великой Отечественной войны — заместитель председателя военных трибуналов Юго-Западного, Сталинградского, Донского и Центрального фронтов. В 1943—48 (с перерывом с мая по ноябрь 1945, когда был первым секретарем Полтавского обкома партии) — снова председатель Верховного суда УССР. 
После увольнения с должности работал начальником Каменец-Подольского областного управления легкой промышленности, директором сахарного завода в г. Староконстантинов. Был депутатом Верховного Совета Украинской ССР 1-го (1938) и 2-го (1947) созывов.
Награждён орденами Ленина, Красной Звезды, Трудового Красного Знамени, медалями «За оборону Сталинграда», «За победу над Германией в Великой Отечественной войне 1941—1945 гг.», «За доблестный труд в Великой Отечественной войне 1941—1945 гг.».